# 久保彦太郎
久保 彦太郎（くぼ ひこたろう、1867年3月9日（慶應3年2月4日）- 1938年（昭和13年）7月10日）は、明治から大正期の農業経営者、政治家。衆議院議員、香川県会議長、香川県木田郡古高松村長。

## 経歴
讃岐国山田郡、のちの香川県山田郡古高松村（木田郡古高松村を経て現高松市古高松）で生まれる。1891年（明治24年）東京専門学校（現早稲田大学）を卒業した。農業を営む。
古高松村長を務めた。香川県会議員に選出され同参事会員も務めた。1903年（明治36年）10月、同議長に就任し1905年（明治38年）9月まで在任した。
井上甚太郎の死去に伴い1905年9月に実施された第9回衆議院議員総選挙香川県郡部補欠選挙で当選し、立憲政友会に所属して衆議院議員に1期在任した。